# Rawica
Rawica – historyczna wieś w Polsce położona w województwie mazowieckim, w powiecie zwoleńskim, w gminie Tczów.
Wieś królewska, położona była w drugiej połowie XVI wieku w powiecie radomskim województwa sandomierskiego.
Dnia 1 stycznia 2006 roku nazwa Rawica została na wniosek Rady Gminy Tczów zlikwidowana przez Ministra Spraw Wewnętrznych i Administracji. 
Obecnie nie jest to jedna wieś, lecz kilka osobnych mających własne nazwy:
- Rawica Nowa,
- Rawica Stara,
- Rawica-Kolonia
- Rawica-Józefatka.